# Baltasar Albéniz
Baltasar Albéniz Martínez (nacido el 6 de enero de 1905 en Éibar, España - fallecido el 29 de noviembre de 1978 en Pamplona, España) fue un futbolista y entrenador español. Jugaba de defensor y su primer club fue el Deportivo Alavés.

## Carrera como jugador
Comenzó su carrera en 1930 jugando para el Deportivo Alavés. Jugó para el club hasta 1931. En ese año, Baltasar se marchó a la Real Sociedad, en donde se mantuvo jugando hasta el año 1932. En ese año, tras su estadía en el equipo "erreala", regresó al Deportivo Alavés, en donde estuvo jugando hasta el año 1933.
En ese año se marchó al Arenas Club de Guecho, donde finalmente terminó su carrera como jugador de fútbol profesional en 1935, colgando definitivamente sus botas. Falleció el 29 de noviembre de 1978 en Pamplona a los 73 años de edad.

## Como entrenador
Tras su retiro como futbolista, se dedicó a su carrera como entrenador en diversos clubes de su país. Incluso llegó a ser segundo entrenador de la Selección de fútbol de España.

## Clubes como jugador
| Club             | País   | Año       |
| ---------------- | ------ | --------- |
| Deportivo Alavés | España | 1930-1931 |
| Real Sociedad    | España | 1931-1932 |
| Deportivo Alavés | España | 1932-1933 |
| Arenas de Guecho | España | 1933-1935 |

## Clubes como entrenador
| Club                          | País   | Año       |
| ----------------------------- | ------ | --------- |
| Arenas de Guecho              | España | 1935-1936 |
| Celta de Vigo                 | España | 1941-1944 |
| RCD Español                   | España | 1944-1946 |
| Real Madrid                   | España | 1946-1947 |
| Deportivo Alavés              | España | 1947-1948 |
| Real Madrid                   | España | 1950-1951 |
| Selección de fútbol de España | España | 1951-1952 |
| Club Atlético de Tetuán       | España | 1953-1954 |
| CA Osasuna                    | España | 1955-1957 |
| Athletic Club                 | España | 1957-1958 |
| UD Las Palmas                 | España | 1958-1959 |
| Celta de Vigo                 | España | 1959-1960 |
| Real Sociedad                 | España | 1960-1962 |
| CA Osasuna                    | España | 1963      |
| Indautxu                      | España | 1967      |
| Osasuna                       | España | 1970-1971 |
| Tudelano                      | España | 1971-1972 |